# We All Scream for Ice Cream
"We All Scream for Ice Cream" és un episodi de la sèrie Masters of Horror dirigida per Tom Holland. Es va basar en la història "You Scream, I Scream, We All Scream for Ice Cream" de John Farris; el títol que evoca la famosa cançó "I Scream, You Scream, We All Scream for Ice Cream".

## Argument
Un pare, que es diu Kent, demana al seu fill petit que no mengi un cucurutxo de gelat, però sense èxit: el gelat es menja i Kent es dissol de manera sorprenent en un bassal de gelat fos. Al funeral de Kent, assisteix Layne Banixter, un dels seus amics de la infància. Mentre allà, Layne observa un individu pelut amagat entre els arbres, somrient. Mentre Layne és en un pub, el seu amic, Toot, està bevent amb estupor. Toot afirma que Kent estava dins d'un taüt tancat perquè no quedava res més que la seva roba. Insisteix que la tornada de Layne a la ciutat ha creat mala sort per tothom. Cap a la mitjanit, Layne es dirigeix a casa i observa diversos nens en tràngol, dempeus fora, agafant monedes amb un cant estrany de "Tots cridem per un gelat".
Preocupada, Layne se'n va al llit. La seva dona està preocupada pel seu comportament distant i l'insta a dir-li què passa. Layne explica a la seva dona la seva infància i el gelater local anomenat Buster Dawkins. Era una ànima decent que conduïa un camió de gelats i portava un vestit de pallasso. El pinxo del barri, Virgil Constance, li havia tret el nas de pallasso per revelar un taló cremat: Buster no tenia nas real. Layne acaba la història allà, afirmant que un dia, Buster simplement va morir. Aleshores rep una trucada telefònica i arriba a l'escena de la mort de Toot: la seva roba en un munt d'alguna cosa enganxosa. La dona de Layne demana saber quina part de la història va ometre. Angoixat, Layne li diu que Virgil va planejar una broma en Buster perquè un d'ells alliberaria el fre del seu camió i el faria rodar turó avall. Virgil va obligar a Layne a tirar el fre i el camió va començar a rodar recte cap a Buster. Massa ocupat recollint monedes caigudes per notar-ho, Buster va ser atropellat pel camió i va morir.
Aquella nit, Layne va a veure l'adult Virgil, l'home pelut que va veure al funeral. Virgil finalment li diu a Layne que Buster ha tornat per venjar-se de la seva broma fatal. Mentre parlen, un camió de gelats fantasmal s'atura a prop davant d'una nena a qui Virgil havia molestat. Buster s'acosta a ella des del seu camió i la seva mà horriblement desfigurada li dona una delícia a la noia. Li diu que pot utilitzar-la per venjar-se. Quan la noia el mossega, Virgil es fon, cridant mentre les capes de pell i carn se'l despullen com un gelat.
Layne torna a casa amb un pla. Demana a la seva dona que s'emporti els seus fills a casa de la seva àvia durant un dia mentre ell arregla les coses. Després de marxar, prova els dispositius del jardí amb un comandament a distància, després utilitza el gelat d'una galleda al congelador per crear una forma. Embolica el regal amb un dels embolcalls de Buster que Layne havia llençat.
En escoltar la melodia esgarrifosa del camió de gelats, Layne, portant una nevera petita, surt per un enfrontament. Els seus fills, atrets per Buster des del cotxe a poca distància, corren cap a ells. L'esperit venjatiu de Buster ofereix un gelat (en forma de Layne) als fills de la Layne. Layne i Buster lluiten fins que Layne encén els aspersors del jardí, congelant el pallasso. El fill de Layne veu el gelat que li havia deixat caure i té la forma exacta de Buster. El nen la mossega i el pallasso mor. A la següent escena, tot torna a semblar normal i la família està a punt d'allunyar-se d'aquella ciutat, però de sobte Layne torna a sentir la vella melodia esgarrifosa i la pel·lícula acaba amb un llampec de la cara podrida d'en Buster.

## Repartiment
- William Forsythe - Buster Dawkins
- Brent Sheppard - Kent
- Colin Cunningham - Virgil Constance adult
- Samuel Patrick Chu - Jove Virgil Constance
- Lee Tergesen - Layne Banixter
- Lyle St. Goddard - Toot

## Recepció
CineMagazine la va puntuar amb 2,5 estrelles.